# Fahlian
Fahlian est un village situé au nord de la ville de Nurabad, au nord-ouest de la province de Fars, en Iran. Plusieurs sites anciens se trouvent dans ses environs : les ruines d’une forteresse appelée Qhaleh-e Sefid (ou forteresse blanche) d’époque islamique perchée sur un aplomb rocheux, les traces d’une construction sassanide, ainsi qu’un relief rupestre élamite sur le site de Kurangun.  

## Le relief rupestre
Le relief de Kurangun est avec celui de Naqsh-e Rostam, l’un des 2 seuls reliefs élamites connus en Fars. L’un et l’autre déclinent des scènes similaires mais celui de Naqsh-e Rostam a quasiment entièrement disparu. La thématique est typique de l’art rupestre élamite, représentant une scène cultuelle d’adoration religieuse. 
Un premier panneau central montre un couple divin (parfois identifiés comme étant Inshushinak et Napirisha) au sein d’un cadre rectangulaire. Un dieu mâle à forme humaine est assis sur un trône constitué d’un serpent assis, animal symbolisant la terre dans le panthéon élamite. Il porte une couronne à corne, et lève un vase aux eaux jaillissantes vers le haut de la scène. Derrière lui est assise une divinité féminine. Ils sont entourés de dignitaires leur rendant hommage. Ce panneau date du XVIIe siècle av. J.-C., il est ultérieurement complété par des ajouts de part et d’autre à type de rangées multiples d’adorants en procession descendantes, se tenant tous dans une attitude humble. Leur vêtement diffère des personnages précédents, et est typiquement élamite (manteau et pantalon larges, bonnet à queue tombant bas en arrière). Autre élément caractéristique que l'on trouve également à Izeh : la composition des rangées utilise tout l’espace disponible, et suit l’orientation des rochers qui les fait se croiser. Ces ajouts datent du VIIIe ou du VIIe siècle av. J.-C.

## Sources
- (fr) Louis Vanden Berghe, Reliefs rupestres de l'Iran ancien, Musées royaux d'art et d'histoire, Bruxelles, 1984, 208 pp.
- (en) Werner Felix Dutz, Sylvia S. Matheson, From Pasargadae to Darab (Archeological sites in Fars II), Farhangsara (Yassavoli publications), Téhéran, 1997, 101 pp.  (ISBN 964-306-050-0)